# Навафрія (Сеговія)
Навафрія (ісп. Navafría) — муніципалітет в Іспанії, у складі автономної спільноти Кастилія-і-Леон, у провінції Сеговія. Населення — 374 особи (2010).
Муніципалітет розташований на відстані близько 70 км на північ від Мадрида, 28 км на північний схід від Сеговії.

## Демографія
Динаміка населення (INE ):